# 大美洲鸵

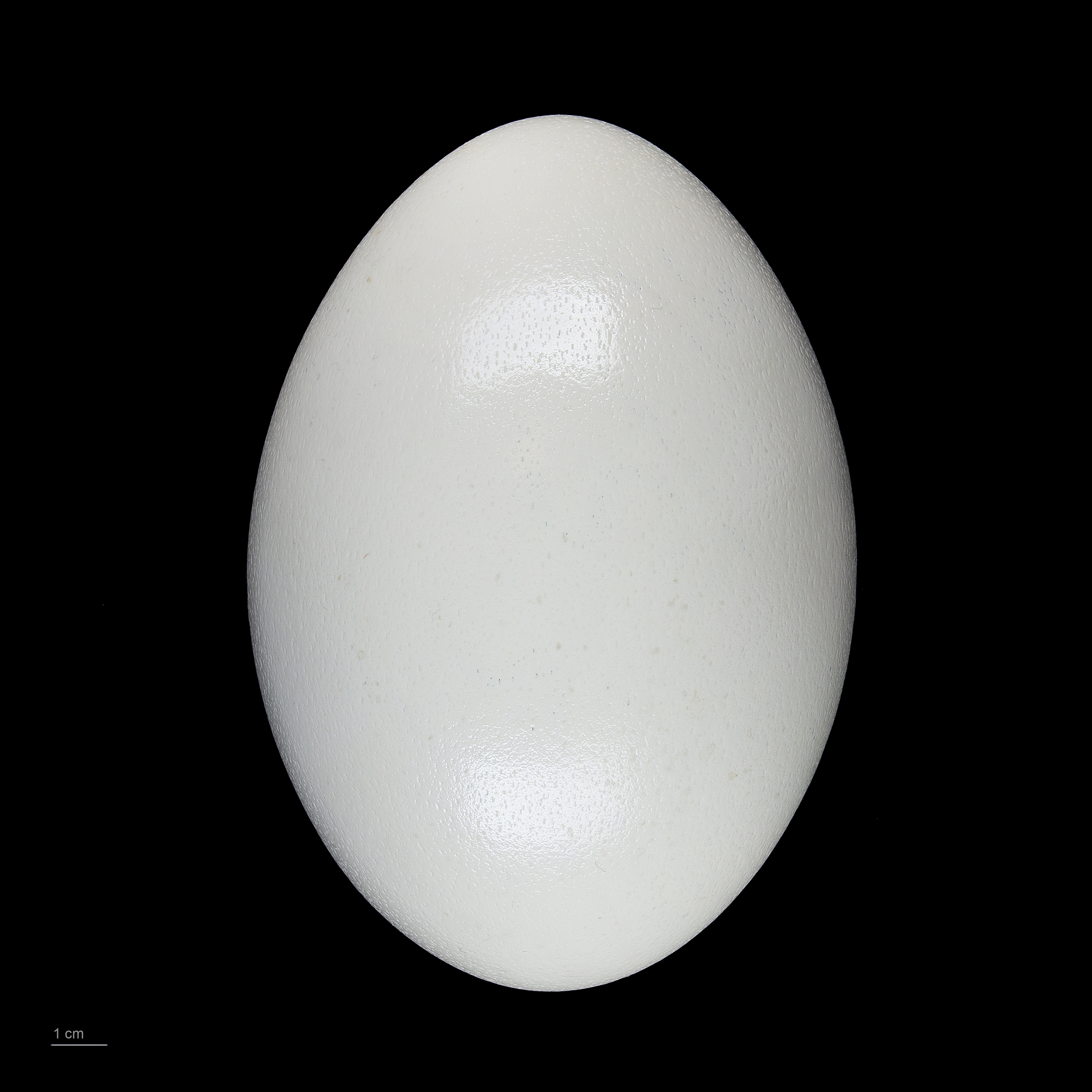
Rhea americana

大美洲鸵（學名：Rhea americana），是南美洲的一种鴕鳥，別名三趾鴕鳥或鶆䴈，是美洲最大鳥類，不能飞行，脚上有3枚向前的趾。美洲鸵鸟分布于南美洲廣闊的草原上，體長約150公分，食物為植物種子、根和昆蟲。
美洲鸵鸟喜欢结群生活，一雄多雌婚配制度，两性的羽色十分相似，雄鸟大于雌鸟，1只雄鸟和5至6只雌鸟在一起，同它们的后代结成20至30只的大群生活。
2001年世界青年足球錦標賽在阿根廷举行，以一只顽皮的雄性美洲鸵鸟来作吉祥物，取名「南迪」。
大美洲鴕奔跑時的最高時速可達70公里，但由於他們不擅長長跑，所以以此速度持續奔跑最多二十分鐘，就會因為疲累而臥在地上休息。

## 亚种
- ：分布于巴西西部（朗多尼亚南部和马托格罗索）、玻利维亚东部和巴拉圭西部（查科地区）。
- ：分布于巴西中部和东北部（至北里奥格兰德）至巴西南部（南至圣保罗和巴拉那）。
- ：分布于东巴拉圭(巴拉圭河以东)。
- ：分布于阿根廷平原向南至里奥内格罗的地区。
- ：分布于巴西极南部（南里奥格兰德州）和乌拉圭。[3]

## 保育狀況
其被列為《瀕危野生動植物種國際貿易公約》附錄二的物種，被限制出口及貿易。